# EDARADD
EDARADD‏ (EDAR associated death domain) هوَ بروتين يُشَفر بواسطة جين EDARADD في الإنسان.

## الوظيفة
تم تحديد هذا الجين من خلال ارتباطه بخلل التنسج الأديمي الظاهر، وتحديدًا بخلل التنسج الأديمي الظاهر ناقص التعرق، وهو اضطراب وراثي يتميز بخلل في نمو الشعر والأسنان والغدد العرقية الإكرينية. البروتين المشفر بواسطة هذا الجين هو بروتين يحتوي على نطاق موت، ووُجد أنه يتفاعل مع EDAR، وهو مستقبل نطاق موت معروف بأنه ضروري لنمو الشعر والأسنان ومشتقات الأديم الظاهر الأخرى. يتم التعبير عن هذا البروتين وEDAR معًا في الخلايا الظهارية أثناء تكوين بصيلات الشعر والأسنان. من خلال تفاعله مع EDAR، يعمل هذا البروتين كمحول، ويربط المستقبل بمسارات الإشارة اللاحقة. تم الإبلاغ عن نسختين مختلفتين من هذا الجين، مشفرتين بشكل بديل، تشفران أشكالًا متماثلة مميزة.

## التفاعل
لقد ثبت أن EDARADD يتفاعل مع TRAF2.